# Neoaulocystis zitteli
Neoaulocystis zitteli är en svampdjursart som först beskrevs av Marshall och Meyer 1877.  Neoaulocystis zitteli ingår i släktet Neoaulocystis och familjen Aulocystidae.
Artens utbredningsområde är Filippinerna. Utöver nominatformen finns också underarten N. z. sibogae.